# Manfred Bründl

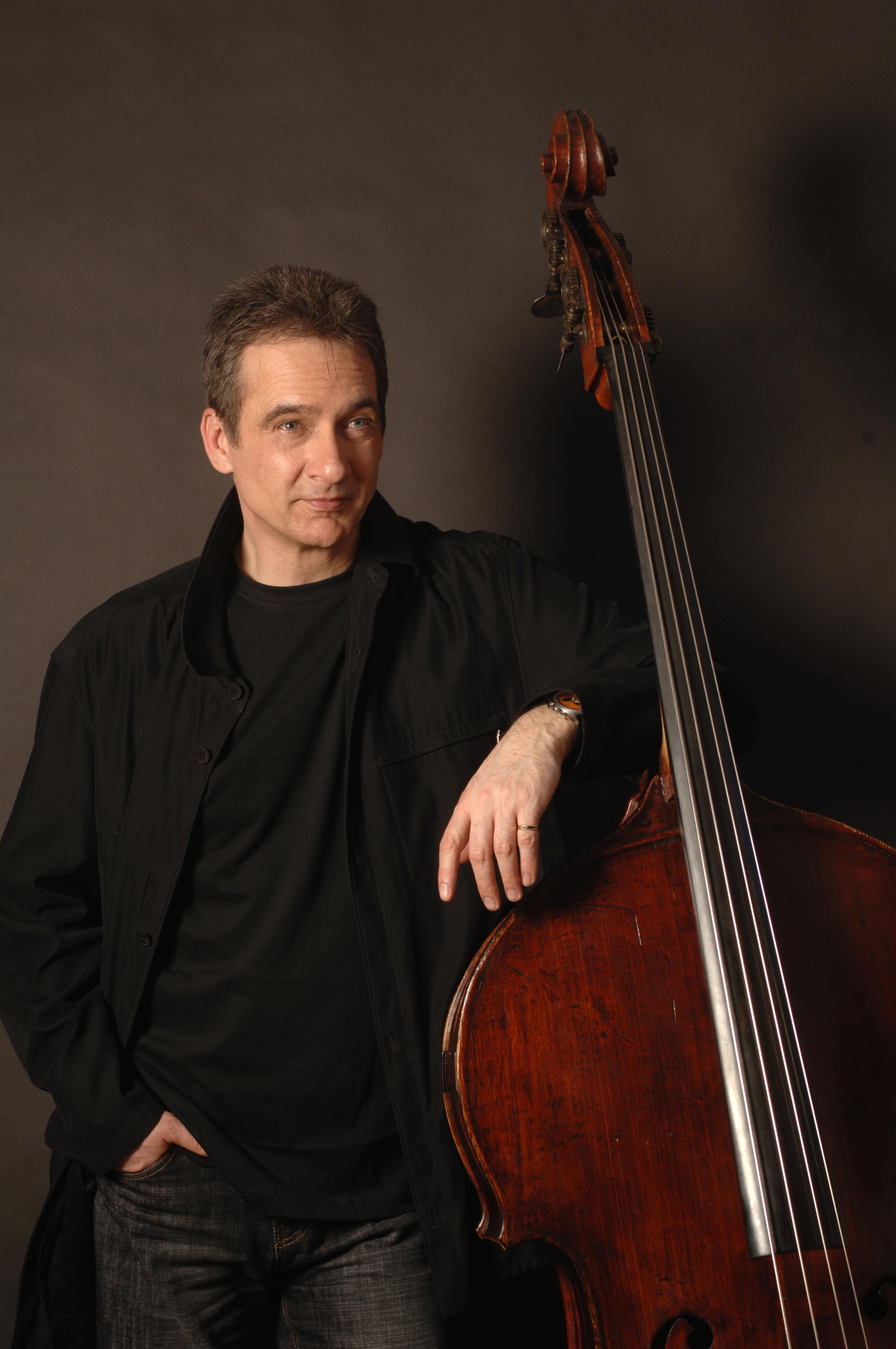
Manfred Bründl (2007)

Manfred Bründl (* 18. September 1959 in Regensburg) ist ein deutscher Kontra- und E-Bassist des Modern Jazz und Komponist.

## Leben und Wirken
Bründl studierte ab 1980 an der Hochschule für Musik und darstellende Künste Graz ein kombiniertes Studium der klassischen und der Jazzmusik. Zwischen 1983 und 1985 war er Mitglied des Quartetts von Heinz Sauer. Anschließend arbeitete er u. a. mit Albert Mangelsdorff, Norma Winstone, Terumasa Hino, Martial Solal, Herb Ellis, Charlie Mariano, Christof Lauer, Dave Liebman, Walter Norris, Craig Harris, Phil Wilson, Aldo Romano, Bill Elgart und Wayne Krantz sowie mit zahlreichen Musikern der österreichischen Szene wie Fritz Pauer, Harry Pepl, Leo Wright oder Erich Kleinschuster.
Bründl leitete seit 1987 eigene Gruppen, zunächst „Brüma, Brüma“ mit Matthias Schubert, Bob Degen und Janusz Stefański. In seiner Gruppe „Basslab“ spielte er mit Schubert, Simon Nabatov und Barry Altschul das Album „Live“ (1992) ein. Er war im Auftrag des Goethe-Instituts auf Tourneen in Afrika, Asien, Kanada und Lateinamerika. Außerdem unterhielt er ein Trio mit Tomasz Stańko und Michael Riessler. 1995 gründete er das Hessische Art Ensemble Wiesbaden, das den Übergang zur Neuen Musik auslotete und Bründls Kompositions-Zyklus „Farblichtklänge“ aufführte. In diesem Jahr erhielt er auch den Jazzpreis der Stadt Frankfurt am Main. 1999 gründete er das Crossover-Ensemble Composers  Orchestra. Er spielte mit Till Brönner die Musik für den Film Mein Bruder der Idiot (2000) ein.
Die CD „Respect“ seiner aktuellen Gruppe Silent Bass wurde für den Deutschen Schallplattenpreis nominiert. 2007 formierte er Silent Bass um und trat nun mit Hugo Read, Achim Kaufmann und Jonas Burgwinkel auf. Auf der CD „Crosshatched“ (2008) der Band sind auch die Sängerin Liisi Koikson und Wolfgang Schlüter zu hören. Es folgten Tourneen auf Einladung des Goethe-Instituts nach Estland.
Die CD „Crosshatched“ wurde 2008 vom Deutschlandfunk als bestes deutsches Jazz-Album des Sendejahres 2008 ausgezeichnet. 2009 bis 2010 Workshops, Konzerte, Festivals u. a. in Budapest, Tallinn, Salerno (Martucci Jazz Festival, Villa Guariglia Vietri Sul Mare).
Im September 2011 brachte die Formation mit Hugo Read, Rainer Böhm und Jonas Burgwinkel das Album Tip of the tongue heraus, eine Hommage an Peter Trunk und seine Zeit. Die CD vereinigt elf Kompositionen Bründls, die Peter Trunk in mannigfaltiger Weise ihre Reverenz erweisen. Der 1973 tödlich verunglückte Bassist war einer der führenden Jazzer der 1950er und 60er Jahre. Bründl erhält 2012 den SWR-Jazzpreis.
2018 Gründung der neuen Band DOUBLE IMAGE.  Anlässlich seines 40. Bühnenjubiläums entsteht das Konzertprogramm DOUBLE IMAGE. 
2020 Gründung des vom Auswärtigen Amts geförderten deutsch-georgischen Musik- und Tanzprojekts SAMAIA mit Gastspielen in Deutschland und Georgien. 
2021 Gründung des transkulturellen Ensembles SADAQA mit Ibrahim Keivo/Gesang & Bouzouk, Mohannad Nasser/Oud, Bodek Janke/Percussion & Drums sowie Manfred Bründl/Bass. 
Manfred Bründl ist der Initiator und künstlerische Leiter des weltweit ersten transkulturellen Jazzpreises, dem ACHAVA Jazz Award, der 2017 erstmals unter dem Dach der Achava Festspiele vergeben wurde.
Er ist seit 1999 künstlerischer Leiter des Internationalen Jazzmeile-Workshop. 
Bründl war von 1989 bis 1996 Dozent an der Universität Mainz. Seit 1996 lehrt er als Professor an der Hochschule für Musik in Weimar.

## Auswahldiskographie
- Metal Blossoms  Heinz Sauer-Quartett  (L+R Records, bellaphon), 1984
- Blue Light  mit Walter Norris, Matthieu Michel, Wilson de Oliveira, 1986
- Aisha  (Lippmann & Rau, bellaphon), 1991
- Live, feat. Barry Altschul    (ITM-Records), 1992
- Suite Talk  mit Tomasz Stanko und Michael Riessler (ITM-Records), 1993
- Farblichtklänge, mit Stefan Bauer, Wollie Kaiser, Ingrid Schmithüsen und Michinori Bunya  (Konnex Records), 1998
- Respect mit Hugo Read, Achim Kaufmann und Jo Thönes (Laika Records), 2006
- Crosshatched mit Hugo Read, Achim Kaufmann, Jonas Burgwinkel, Wolfgang Schlüter und Liisi Koikson  (Laika Records), 2008
- Manfred Bründls Silent Bass Tip of the tongue (Laika Records), 2011

## Lexigraphischer Eintrag
- Martin Kunzler: Jazz-Lexikon. Band 1: A–L (= rororo-Sachbuch. Bd. 16512). 2. Auflage. Rowohlt, Reinbek bei Hamburg 2004, ISBN 3-499-16512-0.